# Liste der Bodendenkmale in Bad Oldesloe
In der Liste der Bodendenkmale in Bad Oldesloe sind die Bodendenkmale der Stadt Bad Oldesloe nach dem Stand der Bodendenkmalliste des Archäologischen Landesamts Schleswig-Holstein von 2016 aufgelistet. Die Baudenkmale sind in der Liste der Kulturdenkmale in Bad Oldesloe aufgeführt.
| Denkmal-ID           | Befundart           | Bezeichnung                                           | Zeitstellung                 | Lage | Bemerkungen | Bild |
| -------------------- | ------------------- | ----------------------------------------------------- | ---------------------------- | ---- | ----------- | ---- |
| aKD-ALSH-Nr. 004 800 | Grabmal > Grabhügel | Grabhügel                                             | Vor- und/oder Frühgeschichte |      |             |      |
| aKD-ALSH-Nr. 004 801 | Grabmal > Grabhügel | Grabhügel                                             | Vor- und/oder Frühgeschichte |      |             |      |
| aKD-ALSH-Nr. 004 802 | Grabmal > Grabhügel | Grabhügel                                             | Vor- und/oder Frühgeschichte |      |             |      |
| aKD-ALSH-Nr. 004 803 | Grabmal > Grabhügel | Grabhügel                                             | Vor- und/oder Frühgeschichte |      |             |      |
| aKD-ALSH-Nr. 004 804 | Grabmal > Grabhügel | Grabhügel                                             | Vor- und/oder Frühgeschichte |      |             |      |
| aKD-ALSH-Nr. 004 805 | Grabmal > Grabhügel | Grabhügel                                             | Vor- und/oder Frühgeschichte |      |             |      |
| aKD-ALSH-Nr. 004 806 | Grabmal > Grabhügel | Grabhügel                                             | Vor- und/oder Frühgeschichte |      |             |      |
| aKD-ALSH-Nr. 004 807 | Grabmal > Grabhügel | Grabhügel                                             | Vor- und/oder Frühgeschichte |      |             |      |
| aKD-ALSH-Nr. 004 808 | Grabmal > Grabhügel | Grabhügel                                             | Vor- und/oder Frühgeschichte |      |             |      |
| aKD-ALSH-Nr. 004 809 | Grabmal > Grabhügel | Grabhügel                                             | Vor- und/oder Frühgeschichte |      |             |      |
| aKD-ALSH-Nr. 004 810 | Grabmal > Grabhügel | Grabhügel                                             | Vor- und/oder Frühgeschichte |      |             |      |
| aKD-ALSH-Nr. 004 811 | Grabmal > Grabhügel | Grabhügel                                             | Vor- und/oder Frühgeschichte |      |             |      |
| aKD-ALSH-Nr. 004 812 | Grabmal > Grabhügel | Grabhügel                                             | Vor- und/oder Frühgeschichte |      |             |      |
| aKD-ALSH-Nr. 004 813 | Grabmal > Grabhügel | Grabhügel                                             | Vor- und/oder Frühgeschichte |      |             |      |
| aKD-ALSH-Nr. 004 814 | Grabmal > Grabhügel | Grabhügel                                             | Vor- und/oder Frühgeschichte |      |             |      |
| aKD-ALSH-Nr. 004 815 | Grabmal > Grabhügel | Grabhügel                                             | Vor- und/oder Frühgeschichte |      |             |      |
| aKD-ALSH-Nr. 004 816 | Grabmal > Grabhügel | Grabhügel                                             | Vor- und/oder Frühgeschichte |      |             |      |
| aKD-ALSH-Nr. 004 817 | Grabmal > Grabhügel | Grabhügel                                             | Vor- und/oder Frühgeschichte |      |             |      |
| aKD-ALSH-Nr. 004 818 | Befestigung > Burg  | Burg/Motte/Ringwall/Turmhügel „Fresenburger Wallberg“ | Mittelalter                  |      |             |      |
| aKD-ALSH-Nr. 004 819 | besonderer Stein    | Inschriftenstein/Grenzstein/Schalenstein              |                              |      |             |      |
| aKD-ALSH-Nr. 004 820 | Befestigung > Burg  | Burg/Motte/Ringwall/Turmhügel                         | Mittelalter                  |      |             |      |
| aKD-ALSH-Nr. 004 821 | Grabmal > Grabhügel | Grabhügel                                             | Vor- und/oder Frühgeschichte |      |             |      |
| aKD-ALSH-Nr. 004 822 | Grabmal > Grabhügel | Grabhügel                                             | Vor- und/oder Frühgeschichte |      |             |      |
| aKD-ALSH-Nr. 004 823 | Grabmal > Grabhügel | Grabhügel                                             | Vor- und/oder Frühgeschichte |      |             |      |
| aKD-ALSH-Nr. 004 824 | Grabmal > Grabhügel | Grabhügel                                             | Vor- und/oder Frühgeschichte |      |             |      |
| aKD-ALSH-Nr. 004 825 | Grabmal > Grabhügel | Grabhügel                                             | Vor- und/oder Frühgeschichte |      |             |      |
| aKD-ALSH-Nr. 004 826 | Grabmal > Grabhügel | Grabhügel                                             | Vor- und/oder Frühgeschichte |      |             |      |
| aKD-ALSH-Nr. 004 827 | Grabmal > Grabhügel | Grabhügel                                             | Vor- und/oder Frühgeschichte |      |             |      |
| aKD-ALSH-Nr. 004 828 | Grabmal > Grabhügel | Grabhügel                                             | Vor- und/oder Frühgeschichte |      |             |      |
| aKD-ALSH-Nr. 004 829 | Befestigung > Burg  | Burg/Motte/Ringwall/Turmhügel                         | Mittelalter                  |      |             |      |